# 吕斯百
吕斯百（1905年10月15日—1973年1月14日），又名则男，江苏江阴人，中国美术家、教育家。

## 生平
1921年入江苏省立第四师范学校美术科。1927年入国立中央大学艺术系，与吴作人、王临乙、蒋仁诸君同学。受恩师徐悲鸿赏识，推荐到法国留学，1929年入里昂美术专门学校，成绩屡考第一，毕业油画《汲水者》被评为首奖。1931年入巴黎国立高等美术专科学校，三年后毕业，游历欧洲。1934年回国，在中大艺术系任教，分担系行政工作，成为系主任徐悲鸿的得力助手。1937年转为中大艺术系代理系主任，1940年起正式任系主任，直至1949年中央大学更名南京大学。其时，婉谢夫人马光璇之舅吴稚晖要他们一起去台湾，選擇留在大陆。1950年到兰州创办西北师范学院（今西北师范大学）艺术系。1957年回南京，任南京艺术学院美术系教授兼系主任、南京师范学院（今南京师范大学）美术系教授兼系主任。在“文革”中受迫害，1973年1月14日含冤逝世。

## 学院活动
1950年后，把西北师范学院艺术系创办为中国西北地区艺术人才的重要摇篮。1957年后任南京师范学院美术系主任期间，扩大规模，增设书法课，付出心血。
1949年以前中央大学艺术系期间是艺术生活的黄金时代。
早在中大学生时代，在国画家吕凤子、西画家徐悲鸿的主持下，中央大学艺术系就已经名师云集。该校艺术科清末由李瑞清奠基，两江师范时期培养了中国最早期的近代艺术人才，成为之后不久成立的南京、上海、苏州、杭州等地美术和艺术专科学校的师资先驱，开拓发展了早期的中国艺术教育。半个世纪后中华人民共和国初中央美术学院、南京艺术学院等校教授多出中大。早期该校有萧俊贤、李叔同、吴溉亭、汪采白、姜丹书等美术名师，程懋筠、王宾鲁、阮叔平等音乐名师。吕斯百继徐悲鸿任中大艺术系主任后，虽历经抗战迁渝还宁艰苦岁月，仍保持良好师资设施，并稳定音乐科。中央大学艺术系一直为全国艺术教育的中心。中国现代美术名家多执教或就读于此，如常任侠、高剑父、黄君璧、蒋兆和、岑学恭、李剑晨、李毅士、潘玉良、孙传哲、孙多慈、吴承砚、萧淑芳、谢稚柳、亚明、颜文梁、杨建侯、喻继高、张大千、张书旂、朱德群、宗其香。
在中大艺术系主要教授素描和油画。对学生要求严格。中大艺术系开设的专业课程有国画、西画、美术史论、工艺美术、书法、篆刻等，学生课外还可以学雕塑。提倡学生学木刻、漫画。为适应加强艺术师资培养的需要，还亲自开设“图画教学方法”课。

## 参展活动
- 1934年，巴黎春季沙龙（《水果》、《野味》入选）（法国 巴黎）。
- 1936年，吕斯百、吴作人、刘开渠油画雕塑展（中国 南京中央大学图书馆）。
- 1937年，国民政府教育部第二届全国美展（中国 南京）。
- 1938年，中国现代绘画展（苏联 莫斯科）。
- 1941年，中大教授吴作人、唐一禾、吕霞光、黄显之、吕斯百、秦宣夫、李瑞年、王临乙八人联展（中国 重庆）。
- 1943年，吕斯百个人画展（中国 重庆）。
- 1946年，中大教授徐悲鸿、陈之佛、傅抱石、吕斯百、秦宣夫作品联展（中国 南京文化礼堂）。
- 1961年，吕斯百油画展（中国 南京·上海·沈阳）。
- 1987-1988年，纪念吕斯百先生画展（中国 北京·南京·兰州） 。

## 代表著作
- 《吕斯百画集》(1959)
- 《吕斯百绘画作品集》(1997)
- 论文《艺术学系之过去与未来》(1943)
- 论文《美术教育》(1944)
- 论文《论素描教学问题》》(1962)